# Hexatoma superba
Hexatoma superba là một loài ruồi trong họ Limoniidae. Chúng phân bố ở miền Cổ bắc.